# Dan Rather
Daniel Irvin Rather Jr (ur. 31 października 1931 w Wharton) – jeden z najsłynniejszych dziennikarzy amerykańskich, wieloletni anchorman CBS Evening News (1981-2005).

## Życiorys
W 1953 ukończył dziennikarstwo na Sam Houston State University w Huntsville. Pracę zawodową zaczął w 1950 jako teksański reporter agencji Associated Press, potem został także reporterem radiowym. Do telewizji w Houston trafił w 1959. Dzięki pionierskiemu reportażowi na żywo na temat huraganu „Carla” został zwerbowany przez CBS w 1962. Zyskał wówczas przydomek: „Hurricane Dan”.
Wyróżnił się, gdy zginął prezydent Kennedy, i został korespondentem stacji w Białym Domu. Znakomicie radził sobie podczas afery Watergate. W 1981 zastąpił Waltera Cronkite'a jako prezenter Evening News. CBS stopniowo traciła potem na znaczeniu z powodu rosnącej konkurencji.
Rather odszedł z CBS w 2005, częściowo na skutek niejasności dotyczących jego materiału o służbie wojskowej George’a W. Busha, być może opartego na sfałszowanych dokumentach.
Nadawał z Afganistanu w czasie inwazji radzieckiej. Jest skłócony z rodziną Bushów od czasu materiałów o aferze Iran-Contras. Przeprowadził wywiady z Saddamem Husajnem w 1990 i 2003. Zdobył wiele nagród Emmy, Peabody i honorowych stopni naukowych. Jest laureatem Nagrody Lowella Thomasa. Znany z barwnych, „teksańskich” porównań. Przyznał się do eksperymentowania z heroiną i LSD, wyłącznie dla celów dziennikarskich.